# ديفيد د. هال
ديفيد د. هال (بالإنجليزية: David D. Hall)‏ هو مؤرخ أمريكي، ولد في 8 يوليو 1936.